# Hiroo Kanamori

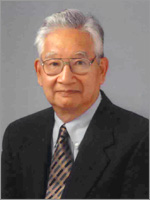
Hiroo Kanamori, 2006

Hiroo Kanamori (jap. 金森 博雄, Kanamori Hiroo; * 17. Oktober 1936 in der Präfektur Tokio) ist ein japanischer Geophysiker mit Spezialgebiet Seismologie.

## Leben
Hiroo Kanamori studierte an der Universität Tokyo, wo er 1964 seinen Doktor machte. Bis 1970 arbeitete er als Associate Professor an der Universität Tokyo, wobei er kurzzeitig auch am California Institute of Technology (1965–66) und am Massachusetts Institute of Technology (1969) forschte. Von 1970 bis 1972 war er Professor am Earthquake Research Institute der Universität Tokyo. Danach wechselte er zum California Institute of Technology, an dem er bis heute Professor ist.

## Werk
Seine meistzitierte wissenschaftliche Publikation verfasste Hiroo Kanamori 1977 über das Seismische Moment, Grundlage der Momenten-Magnituden-Skala, die er zusammen mit Thomas C. Hanks als neue Messeinheit entwickelte und als Ersatz für die Richterskala vorschlug.

## Auszeichnungen
1987 wurde Kanamori in die American Academy of Arts and Sciences gewählt, 2012 in die National Academy of Sciences. 2007 erhielt er den Kyoto-Preis. Für 2014 wurde ihm die William Bowie Medal zugesprochen.